# Wijnand Langeraar
Wijnand Langeraar (Amsterdam, 2 november 1915 – Eindhoven,  16 februari 2002) was marineofficier en Engelandvaarder.

## Levensloop
Wijnand was de oudste zoon van Wijnand Cornelis Langeraar en Elisabeth Kater. In 1933 werd hij adelborst. Op 12 januari 1937 ging hij aan boord van de nieuwe Hr.Ms. De Ruyter naar Nederlands-Indië, waar hij op 5 maart aankwam in Tanjung Priok. De reis beschreef hij in zijn eerste boek.

### Oorlogsjaren
Engelandvaart
Op 28 maart 1941 ondernam hij zijn eerste poging. Vanaf het strand van Zandvoort vertrok hij met twee koopvaardij-officieren, John de Zwart en Willem van Gorkom, maar ze haalden het niet door de branding. Bij de kust van Scheveningen kwamen ze weer aan wal. Hij ontsnapte, maar de twee anderen werden gearresteerd.
Zijn tweede poging zou op 23 juni 1941 plaatsvinden, samen met zijn jaargenoot luitenant-ter-zee Hubert Cornelis van de Stadt, Arnold Koldewijn, Hendrikus Johannes Bouvy, J. van der Plas en Willem Gerbrandy, neef van de minister-president P.S. Gerbrandy. Alles was afgesproken, de Ordedienst had een motorboot klaargelegd op de werf van P. Doornbos uit Diemen, en ze zouden vertrekken vanaf de Hondsbossche Zeewering. Op de avond voor hun vertrek zou de motorboot naar Petten gebracht worden.
Tot hun verbazing bleek er ook een tweede, kleinere boot te zijn met Jelke Bosch, Harry van den Brink, Abraham Turfreijer en nog twee mannen, die net even weg waren om benzine te halen toen de Duitsers aankwamen. Zonder op het sein 'veilig' te wachten liet de andere groep hun kleine boot te water. Om aan de Duisters te ontkomen sprongen ze zelf ook in het water.
Die tweede boot werd snel uitgeladen, maar voordat Langeraar's groep hun boot te water kon laten, werden ze door de Duitsers ontdekt en Langeraar, Koldewijn en Van de Stadt werden gearresteerd. Na een nacht in kamp Schoorl werden ze naar de Oranjehotel gebracht. Hij zat tot het einde van de oorlog in krijgsgevangenschap.

### Na de oorlog
Na de oorlog ging Langeraar terug naar Nederlands-Indië. In 1953 kwam hij in Nederland terug. Hij begon te studeren voor Geodetisch Ingenieur, deed hydrografische waarnemingen bij Suriname en Nieuw Guinea en volgde in 1961 schout-bij-nacht baron van Asbeck op als chef Hydrografie. Hij werd op 16 juni 1971 opgevolgd door schout-bij-nacht H.H. van Weelde.
Na het verlaten van de dienst werd hij hoogleraar aan de Technische Hogeschool Delft. In 1980 verhuisde hij naar Frankrijk. Nadat zijn echtgenote in 1986 overleed, hertrouwde hij en verhuisde met zijn tweede echtgenote naar België en daarna  naar Nederland. Hij overleed samen met zijn tweede echtgenote aan de gevolgen van een auto-ongeval.

## Onderscheidingen
- Ridder in de Orde van de Nederlandse Leeuw
- Officier in de Orde van Oranje-Nassau

## Trivia
- John de Zwart kreeg 22 maanden celstraf in zat in Bochum. Na zijn vrijstelling ging hij in het verzet.
- Willem van Gorkom is na de oorlog geëmigreerd.

- Bibliothèque nationale de France: cb123181382 (data)
- Gemeinsame Normdatei: 170137228
- International Standard Name Identifier: 0000 0000 8175 1826
- Library of Congress Control Number: n83233774
- Nederlandse Thesaurus van Auteursnamen: 069718377
- Virtual International Authority File: 109693159
- WorldCat: E39PBJjhGGmvTdQYrKR3q8bDbd